# James Horner
James Roy Horner (14. srpna 1953 Los Angeles, Kalifornie – 22. června 2015 národní park Los Padres, Kalifornie) byl americký hudební skladatel, autor filmové hudby. Pro jeho díla jsou typické prvky elektronické hudby, chorály a hojně využíval také prvky z keltské tradiční hudby.
Svůj talent uplatnil v mnoha hollywoodských trhácích jako byly např. Titanic (dodnes nejprodávanější filmový soundtrack), Apollo 13, Statečné srdce, Star Trek II a III a nejnověji Avatar. Proměnil dvě z celkem jedenácti nominací na Oscara a taktéž byl oceněn Zlatým glóbem a cenou Grammy.

## Dětství a studium
Horner se narodil v roce 1953 v Los Angeles v Kalifornii židovským přistěhovalcům. Jeho otec, Harry Horner, se narodil v Holicích v Čechách, tehdy součásti Rakousko-Uherska. V roce 1935 emigroval do Spojených států a pracoval jako scénograf a umělecký ředitel. Jeho matka Joan Ruth (rozená Frankel) se narodila v prominentní kanadské rodině. Jeho bratr Christopher je spisovatel a dokumentarista.  V pěti letech začal hrát na klavír. Rané dětství prožil v Londýně, kde navštěvoval Royal College of Music (Královskou hudební akademii) a studoval u hudebního skladatele György Ligetiho. Na univerzitě v Jižní Karolíně získal titul bakaláře hudby a na Kalifornské univerzitě v Los Angeles obdržel doktorát (jeho učitelem tam byl, mimo jiné, japonsko-americký skladatel Paul Chihara).

## Kariéra
V roce 1976 během svých studií hudby na University of California v Los Angeles, složil několik koncertních skladeb, ale příliš nezaujaly místní publikum. Během roku 1978, kdy dokončoval studia, byl osloven American Film Institute (americký filmový institut), aby složil hudbu k několika studentským filmům. Zanevřel tedy na skládání klasické hudby a rozhodl se skládat hudbu k filmům, které osloví větší publikum.
Silně ovlivněn Jerrym Goldsmithem (např. Rambo, Mumie, Šerifové) a Johnem Williamsem (Star Wars, Indiana Jones) složil první hudbu k celovečernímu filmu The Lady in Red v roce 1979. Stejně jako jeho vrstevníci a kolegové, začínal na béčkových akčních filmech. V roce 1982 dostal šanci složit hudbu ke snímku Star Trek II: Khanův hněv. Tímto filmem se stal mainstreamovým filmovým skladatelem. Následně svoje postavení upevnil hudbou pro filmy jako např. Planeta Krull, Star Trek III: Pátrání po Spockovi, Komando, Vetřelci (první nominace na Oscara) a Willow.
Na počátku devadesátých let složil znělku k 75. výročí Universalu (znělka byla premiérou k filmu Návrat do budoucnosti III. a zůstala v několika podobách až do roku 1997). V roce 1995 složil hudbu k velkofilmům Statečné srdce a Apollo 13 (za oba získal nominace na Oscara). Zásadní zlom v jeho kariéře přišel v roce 1997, kdy obdržel nabídku na složení hudby k filmu Titanic. Album se stalo dodnes nejprodávanějším soundtrackem všech dob (prodáno přes 27 milionu kopií celosvětově) a na sedmdesátém udělování cen Oscar proměnil obě nominace – za nejlepší hudbu a za nejlepší píseň. Tou byla píseň My Heart Will Go On, ke které napsal hudbu o text se postaral textař Will Jennings. Současně obdržel tři ceny Grammy a dva Zlaté glóby za píseň i za soundtrack.
Od Titanicu pokračoval v komponování pro hollywoodské filmy, např. Dokonalá bouře, Čistá duše nebo Zorro: Tajemná tvář. Zároveň skládal hudbu i pro komornější díla, např. Iris či Bobby Jones: Stroke of genius.
V roce 2006 složil znělku i pro Evening News na televizi CBS. Spolupráce s touto americkou televizí vydržela až do jeho smrti – prakticky veškeré znělky této televize pochází od něj.
V roce 2008 se opět spojil s Jamesem Cameronem a složil hudbu k jeho velkofilmu Avatar (2009).
V roce 2012 složil hudbu k filmovému restartu o Spidermanovi (Amazing Spider-Man).
Též složil hudbu k filmu Streets of fire (1984) a Young guns (1989), ale nakonec byla nahrazena jinými skladateli.
Kromě hudby k filmům a seriálům, složil i několik koncertních skladeb:
1976: "Conversations",
1977: "Spectral Shimmers",
1998: "Titanic Suite" (album Back to Titanic),
2000: "A Forest Passage",
2012: "Titanic 3D Premiere" a
2013: "Double Concerto for Violin and Cello"

### Úmrtí
Dne 22. června 2015 havaroval během letu ve svém soukromém dvoumístném turbovrtulovém letadle Embraer EMB 312 Tucano. Zřítil se do národního parku Los Padres poblíž kaňonu Quatal, severně od Santa Barbary v kalifornském okrese Ventura. Nikdo další na palubě letadla nebyl.

## Filmografie

### 1970–1979
1978
- Fantazies (AFI)
- Gist and Evans (AFI)
- Just for a Laugh (AFI)
- Landscape (AFI)
- The Drought (AFI)
- The Watcher (AFI)

1979
- The Lady in Red
- Up from the Depths

### 1980–1989
1980
- Děs přichází z hlubin (hudba byla znovu použita ve filmu Raptor (2001)
- Sador, vládce vesmíru (hudba byla znovu použita v několika filmech v produkci Rogera Cormana)

1981
- Andělský prach (tv film)
- A Few Days in Weasel Creek (tv film)
- Požehnání smrti
- Ruka
- Pronásledování D.B. Coopera
- Vlci

1982
- 48 hodin
- A Piano for Mrs. Cimino (tv film)
- Rošťáci a lupiči (tv film)
- Star Trek II: Khanův hněv

1983
- Between Friends (tv film)
- Brainstorm
- Garderobiér
- Park Gorkého
- Planeta Krull
- Sedm neohrožených
- Something Wicked This Way Comes
- Testament

1984
- Chlapec z kamene
- Star Trek III: Pátrání po Spockovi

1985
- Blázni a dobrovolníci
- Cesta Natty Gannové
- Faerie Tale Theatre (tv seriál, epizoda "The Pied Piper of Hamelin")
- Heaven Help Us
- Komando
- Let's go (krátkometrážní film)
- Neuvěřitelné příběhy (tv seriál, epizoda "Jobe z pevnosti Alamo")
- Surviving (tv film)
- Zámotek

1986
- Americký ocásek
- Captain EO (krátkometrážní film pro Disneyland)
- Jméno růže
- Mimo službu
- Vetřelci
- Where the River Runs Black

1987
- Baterie nejsou v ceně
- P.K. and the Kid
- Projekt X

1988
- Rudé horko
- Vibrace
- Willow
- Zámotek 2: Návrat
- Země dinosaurů

1989
- Co je malý, to je hezký
- Glory
- Hřiště snů
- Táta
- Tummy Trouble (krátkometrážní film)
- V nepřátelském poli

### 90. léta
1990
- Dalších 48 hodin
- Extreme Close-Up (tv film)
- Miluji tě k smrti
- Příběhy ze záhrobí (tv seriál, epizoda "Cutting cards")

1991
- Americký ocásek 2 - Fievel na Divokém západě
- Causa Wardových
- Jednou dokola
- Mými hrdiny byli vždy kovbojové
- Norman and the Killer (krátký film pro AFI)
- Rocketeer

1992
- Bouřlivé srdce
- Crossroads (tv seriál, složil pouze hlavní námět)
- Fish Police (tv seriál, složil hlavní námět pro seriál a hudbu k pilotnímu dílu)
- Slídilové
- Vysoká hra patriotů
- Zhoubná vášeň

1993
- Bopha!
- Byl jednou jeden les
- Dům z karet
- Jackova ukolébavka
- Muž bez tváře
- Nevinné tahy
- Případ Pelikán
- Sami v poušti
- Swing Kids
- We're Back! A Dinosaur's Story

v tomto roce měl skládat hudbu k filmu Hokus pokus, ale z důvodů nedostatku času pro skládání hudby, doporučil na svoje místo skladatele Johna Debneyho. Ve filmu zůstal tzv. Sarah's theme, který složil Horner společně s textařem Brockem Walshem.
1994
- Jasné nebezpečí
- Legenda o vášni
- Vládce knih

1995
- Apollo 13
- Balto
- Casper
- Jade
- Jumanji
- Statečné srdce

1996
- Nezvaný host
- Odvaha pod palbou
- Spitfire Grill
- Výkupné

1997
- Tichý nepřítel
- Titanic

1998
- Drtivý dopad
- Velký Joe
- Zorro: Tajemná tvář

1999
- Andrew - člen naší rodiny

### 2000–2009
2000
- Dokonalá bouře
- Grinch
- Píseň svobody (tv film)

2001
- Čistá duše
- Iris - Příběh jedné ženy
- Nepřítel před branami

2002
- Čtyři pírka: Zkouška cti
- Kód Navajo

2003
- Dům z písku a mlhy
- Hranice zlomu
- Radio
- Ztracené

2004
- Bobby Jones: Odpal génia
- Troja
- Zloději paměti

2005
- Generace X
- Legenda o Zorrovi
- Nový svět
- Tajemný let

2006
- Apocalypto
- CBS Evening News (tv znělka)
- Všichni královi muži

2007
- Pocit viny

2008
- Chlapec v pruhovaném pyžamu
- Kronika rodu Spiderwicků

2009
- Avatar

### 2010–2015
2010
- Karate Kid

2011
- Černé zlato

2012
- First in flight (pro AFI)
- For Greater Glory (Cristiada)
- Amazing Spider-Man

2014
- Skate God
- The Song of Names